# Supercoppa del Kosovo 1994
La 3ª edizione della Supercoppa del Kosovo si è svolta nell'agosto 1994 tra il Dukagjini, vincitore della Superliga e Futbollit të Kosovës 2003-2004, e il Prishtina, vincitore della coppa nazionale.
Il Dukagjini ha conquistato il trofeo per la prima volta nella sua storia.

## Tabellino
| agosto 1994                                  | Dukagjini            | 0 – 0 referto | Priština |  |
| \| \| \| \| \| \| Tiri di rigore 5 – 4 \| \| |                      |               |          |  |
|                                              |                      |               |          |  |
|                                              | Tiri di rigore 5 – 4 |               |          |  |